# Liceenii Rock'n'Roll
Liceenii Rock'n'Roll este un film de dragoste românesc din 1991, regizat de Nicolae Corjos. Este al patrulea film din seria „Liceenii”. El reia acțiunea filmului Liceenii (1986), iar distribuția îi cuprinde în mare parte pe aceiași actori. Rolurile principale au fost interpretate de Tamara Buciuceanu-Botez, Ștefan Bănică-junior, Oana Sârbu, Mihai Constantin, Cesonia Postelnicu, Adrian Vâlcu, Cătălin Păduraru și Dan Cociș.
Subiectul filmului îl reprezintă pregătirea unei formații muzicale formate din liceeni pentru a participa la un prestigios concurs de profil.

## Rezumat
Cinci elevi din clasa a XII-a a unui liceu bucureștean cântă într-o formație de muzică ușoară intitulată Liceenii. Din cauza emoțiilor produse de apropierea examenului de bacalaureat, solista Dana Vasilescu (Oana Sârbu) uită textul cântecului cu ocazia unui spectacol și decide să părăsească formația și să-și consacre timpul liber pregătirii școlare. Peste o lună are loc însă un concurs muzical important, iar cei patru membri ai trupei: Mihai Marinescu (Ștefan Bănică-junior), chitarist și liderul trupei, chitaristul Adrian (Dan Cociș), clăparul Vlad Hulubei (Cătălin Păduraru) și toboșarul Ionică Popescu (Mihai Constantin), trebuie să găsească cât mai urgent o solistă nouă.
La propunerea lui Ionică, membrii formației își schimbă stilul de la muzică ușoară la rock'n'roll și o acceptă ca solistă pe Geta (Cesonia Postelnicu), prietena toboșarului. Ei se hotărăsc să caute o piesă pe care s-o transpună pe rock'n'roll și cu care să participe la concurs. În ziua următoare, profesoara de matematică Baldovin poreclită „Isoscel” (Tamara Buciuceanu-Botez), diriginta clasei, le prezintă un elev nou pe nume Radu Ionescu (Adrian Vâlcu), sosit din provincie, pe care îl așază în bancă cu Geta. Noul coleg pare să o placă pe Geta, iar Ionică devine gelos. Aflați la o pizzerie, Adrian și Vlad încep să glumească pe seama relației dintre Radu și Geta, iar lui Ionică îi vine brusc inspirația și începe să compună o melodie, ale cărei note le uită însă rapid.
Dându-și seama că Ionică a compus melodia din cauză că era supărat, colegii lui încearcă să-l stimuleze să-și aducă aminte notele piesei muzicale: îi pun multă sare în ciorba de la cantină, îi distrug patul și îi ciopârțesc pantalonii. Neavând succes, ei ticluiesc o scrisoare anonimă în care Ionică era anunțat de un „prieten binevoitor” că Radu și Geta au fost văzuți plimbându-se prin parc și sărutându-se. Supărarea toboșarului îi declanșează brusc inspirația și începe să-și aducă aminte notele piesei muzicale, pe care colegii lui le notează rapid pe un carnețel.
Pe măsură ce timpul trece, relațiile dintre adolescenți suferă o serie de suișuri și coborâșuri. Radu este auzind cântând la chitară, iar Dana îi spune lui Mihai să-l aducă în formație pentru că este mai bun decât Adrian. Nedorind să-l înlocuiască pe Adrian, Mihai se ceartă cu Dana și se despart, fata acuzându-și prietenul de egoism. Ionică este gelos pe presupusa relație dintre Radu și Geta, nimeni nespunându-i că scrisoare a fost de fapt o farsă. Mama Getei (Rodica Mureșan) este nemulțumită că fata participă la repetiții în loc să învețe pentru examenul de admitere la Facultatea de Arhitectură. Nereușind să o convingă să renunțe la muzică, ea își aduce un coleg de la teatru care să se dea drept medic și să afirme că i-a descoperit o boală gravă de inimă. Geta renunță astfel să mai cânte în formație, iar, după audierea mai multor aspirante, Dana propune ca Mihai să fie solistul trupei.
Concursul este decalat și va avea loc cu o săptămână mai devreme. Între timp, Geta îi mărturisește lui Ionică faptul că-l iubește și că scrisoarea a fost o farsă; ea află că mama sa se prefăcuse a fi bolnavă și revine ca solistă a trupei. Mihai își dă seama că este îndrăgostit de Dana și se împacă cu ea. În preziua concursului, Isoscel le aduce elevilor o scrisoare de încurajare trimisă din străinătate de profesorul Mihai Gavrilescu poreclit „Socrate”, fostul lor diriginte. Filmul se încheie cu succesul la concurs al formației „Liceenii”, formată acum din chitariștii Adrian și Radu, clăparul Vlad, toboșarul Ionică și soliștii Dana, Geta și Mihai.

## Distribuție
- Tamara Buciuceanu-Botez — profesoara de matematică Baldovin („Isoscel”)
- Ștefan Bănică-junior — elevul Mihai Marinescu (menționat Ștefan Bănică jr.)
- Oana Sârbu — eleva Dana Vasilescu (menționată Oana Sîrbu)
- Mihai Constantin — elevul Ionică Popescu
- Cesonia Postelnicu — eleva Geta
- Adrian Vâlcu — elevul Radu Ionescu (menționat Adrian Vîlcu)
- Cătălin Păduraru — elevul Vlad Hulubei
- Dan Cociș — elevul Adrian
- Rodica Mureșan — mama Getei, actriță
- Eusebiu Ștefănescu — tatăl Getei, arhitect
- Gheorghe Șimonca — actorul care se dă drept medic
- Mihai Mereuță — nea Pandele, portarul căminului internat
- Luminița Stoianovici — eleva Anda, solistă aspirantă
- Adrian Petrache — fotograful din parc
- Ioan Albu
- dr. Alexandru Șerbănescu — medicul care îl consultă pe Mihai
- Nicolae Simion
- Florica Bărbulescu
- Emilia Calboreanu
- Gheorghe Frăsineanu
- Cristian Rotaru
- Petre Mărgineanu
- Radu Bömchis
- Letiția Badea
- Carmen Oana Nisip
- Patricia Popa

## Producție
Scenariul filmului a fost scris de romancierul George Șovu, inspector de limba și literatura română la Inspectoratul Școlar al Municipiului București (1974-1991). El scrisese anterior scenariile filmelor Declarație de dragoste (1985), Liceenii (1986) și Extemporal la dirigenție (1988). Ulterior, scriitorul a realizat o novelizare a filmului, publicând în 1992 romanul Liceenii Rock'n'Roll (Ed. Iacobi, București, 1992), cu 159 de pagini, care a fost reeditat în 2011 de Editura Virtual.
Filmul s-a dorit a fi un muzical, partiturile fiind de această dată compuse de Cornel Fugaru și nu de Florin Bogardo. O parte din cadre au fost filmate pe malul Mării Negre; într-o secvență, Ștefan Bănică junior și Oana Sârbu se sărută pe țărm, iar pe fundal se observă epava navei grecești Evangelia eșuată la 15 octombrie 1968 la circa 1,5 mile marine de plaja nordică a stațiunii Costinești, într-o zonă a falezei naturale denumită „Golful francezului”.
Filmul a fost realizat în Studioul de Producție Cinematografică București. Regizor secund a fost Mona Segal-Rotaru. Textele cântecelor au fost scrise de Dan V. Dimitriu și puse pe muzică de compozitorul Cornel Fugaru. Melodiile sunt interpretate de Monica Anghel, Ștefan Bănică jr., Oana Sârbu, Dan Cociș și Luminița Stoianovici. Redactor muzical a fost Ina Ruican.

### Scene de nuditate
Filmul conține trei scene de nuditate: pe genericul de început filmului Ionică și Geta se îmbrățișează goi pe malul mării, iar în două secvențe Mihai și Dana fac dragoste. Sunt exhibați cu acest prilej sânii Cesoniei Postelnicu și apoi cei ai Oanei Sârbu.
Scenele în care Oana Sârbu apare în sânii goi au determinat formarea de cozi interminabile la casele de bilete, făcând ca filmul să aibă un mare succes la public. Actrița a filmat două scene de dragoste cu Ștefan Bănică junior, simțindu-se stânjenită de prezența întregii echipe de filmare. Într-un interviu luat după 20 de ani, ea afirma că nu regretă că a filmat scenele respective și ar repeta experiența și într-un alt film, dacă scenariul i s-ar părea interesant.

## Recepție
Filmul Liceenii Rock'n'Roll a avut parte de un mare succes la public, fiind vizionat de 2.857.846 de spectatori la cinematografele din România, după cum atestă o situație a numărului de spectatori înregistrat de filmele românești de la data premierei și până la data de 31.12.2006 alcătuită de Centrul Național al Cinematografiei. El a fost relansat la 6 aprilie 2001 (pentru aniversarea a 10 ani de la premieră), fiind vizionat de încă 318 spectatori.
Filmele cu liceeni realizate de regizorul Nicolae Corjos la propunerea scenaristului George Șovu s-au bucurat cu toate de o primire entuziastă din partea publicului tânăr. Ele au reprezentat „o adevărată revelație”, după cum o considera criticul Călin Căliman, succesul fiind aproape instantaneu ca urmare a „foamei” de pelicule destinate adolescenților și tinerilor. În acest context, primul film din serie a picat ca „ploaia pe ogor însetat”, după cum scria Alice Mănoiu, realizatorii găsind tonul potrivit cu care să se adreseze tinerilor și extrăgând personaje și întâmplări atractive dintr-un mediu școlar idealizat. Călin Căliman considera că Liceenii Rock'n'Roll a fost un film de succes datorită faptului că regizorul Nicolae Corjos „a profitat de condițiile libertății de creație pentru a-și dezbrăca eroinele”. De asemenea, el este ultimul film de succes din seria Liceenii.
Criticul Tudor Caranfil a dat filmului două stele din cinci și a făcut următorul comentariu: „Formația de muzică rock a liceenilor urmează să participe la un concurs. Succesul depinde de un cântec nou pe care membrii ei ar trebui să-l compună. Dar, pe lângă activitatea artistică, adolescenții au și una școlară, al cărei gardian principal este neînduplecata belferiță Isoscel. Fariseicele scheme educative sunt înlocuite printr-un divertisment muzical-erotic care răspunde priorității preocupărilor anatomice în dauna celor de „mate”. Story-ul e înlocuit prin situații și dialoguri incoerente. Dar protagoniștii au prospețime, farmec, umor și expresivitate, ceea ce a atras în săli aproape 3 milioane de spectatori, record de box-office postdecembrist. Secv. rapel: crearea de condiții „favorabile” inspirației lui Ionică, pe care doar necazurile îl stimulează.”